# Hypoprora
Hypoprora là một chi bướm đêm thuộc họ Erebidae.

## Các loài
- Hypoprora tyra Swinhoe, 1902